# Hortulus Animae

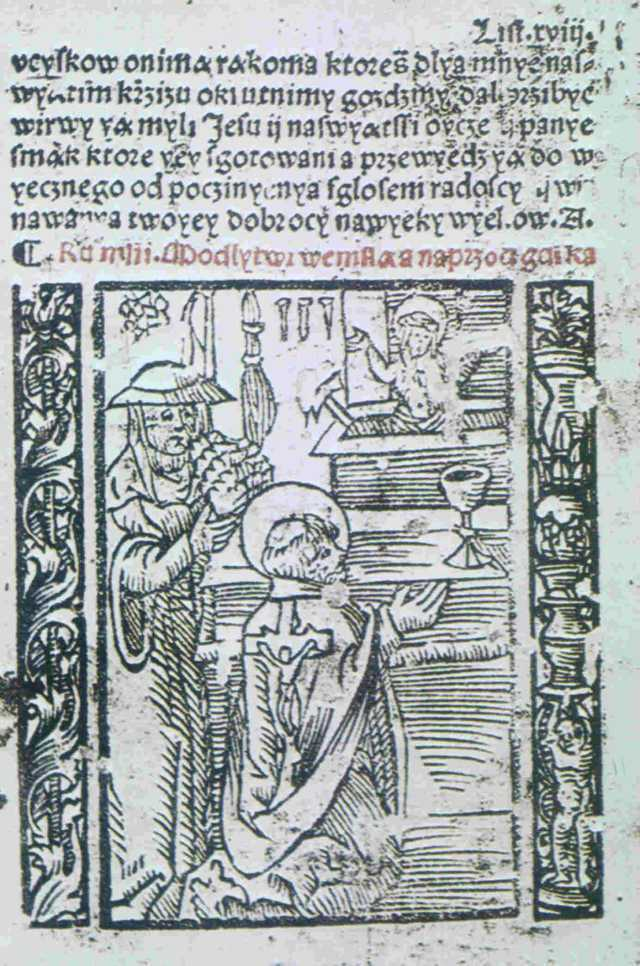
Польське видання «Hortulus Animae»

Hortulus Animae (укр. Садок душі) — латинська назва пізньосередньовічного молитовника, доступного також німецькою мовою. Молитовник мав велику популярність на початку XVI століття.
Ранішим подібним твором був молитовник «Садок лікарських рослин для душ» (« Der Selen Würtzgart»), виданий 1483 року в Ульмі.

## Історія
Hortulus Animae вперше був надрукований 13 березня 1498 року в Страсбурзі Вільгельмом Шаффенером з Раппольцвайлера. Німецьке видання з'явилося 1501 року. Пізніші видання включали в себе мініатюри Ганса Шпрингіклее та Ергарда Шена. 1907 року Фрідріх Дорнгоффер опублікував факсимільне видання примірника, який належав Віденській імператорській бібліотеці (Cod. Bibl. Pal. Vindobonensis. 2706, 1907).

### Польська версія
Hortulus Animae polonice — польська версія, перекладена Б'єрнатом Люблінським, була надрукована 1513 року Флоріаном Унглером у Кракові. Це видання тривалий час вважалося першою книгою, надрукованою польською мовою. Нині відомо, що першою друкованою книжкою польською мовою було видання «Historyja umęczenia Pana naszego Jezusa Chrystusa», опубліковане 1508 року. Проте Hortulus Animae polonice вважається найдавнішим друкованим польським молитовником.